# 베른-뢰치베르크-심플론 철도
베른 –뢰치베르크-심플론 철도(Bern–Lötschberg–Simplon railway, 약칭 BLS)는 1997년에서 2006년 사이에는 BLS 뢰치베르크반으로 알려졌으며, 스위스 철도 회사였다. 2006년에 이 회사는 미텔란트 지방교통 AG와 합병하여 BLS AG라는 새로운 회사를 설립했다.
베른-뢰치베르크-심플론 철도는 스위스 연방 철도를 제외하고, 스위스 철도 시스템에서 가장 큰 표준궤 네트워크였다. 철도는 1902년 연방 정부가 5개의 큰 스위스 표준궤 철도 회사를 통제할 당시 건설되지 않았기 때문에 스위스 ‘사설’ 철도 중 가장 큰 것으로 간주되어 별도의 존재를 이끌었다. 수도는 베른주 정부가 소유했으며, 연방이 약 20%를 차지했다.

## 역사

### 기원
1882년 고타드선이 개통되면서 베른주는 주요 남북로에서 분리되었다. 이 상황에 만족하지 못한 행정부는 연방 권한을 최대한 활용하여 자체 노선을 건설했지만 스위스 연방의 재정 지원에 의존할 수 없었고, 당국은 경쟁 노선을 강력히 반대했다. 베른은 필요한 자금을 모으기 위해 다른 곳을 찾아야 했고, 예상치 못한 출처에서 자금을 조달해야 했다. 1871년, 프랑스-프로이센 전쟁으로 인해 프랑스는 알자스-로렌을 독일에 양도했다. 이 합병의 일환으로 바젤에서 건너는 프랑스-스위스 국경이 손실되었다.
이 때문에 파리의 재계는 스위스를 통과하는 실행 가능한 국제 운송 경로를 공동 자금 조달하는 데 관심을 보였다. 프루티겐 – 뢰치베르크를 경유하는 여러 대체 경로가 제안되었지만 결국 Pro-뢰치베르크 이니셔티브 위원회가 승리했다. 베른-뢰치베르크-심플론 철도는 1906년 7월 27일에 설립되었으며, 몇 달 안에 건설 작업이 시작되었다.

### 뢰치베르크 터널

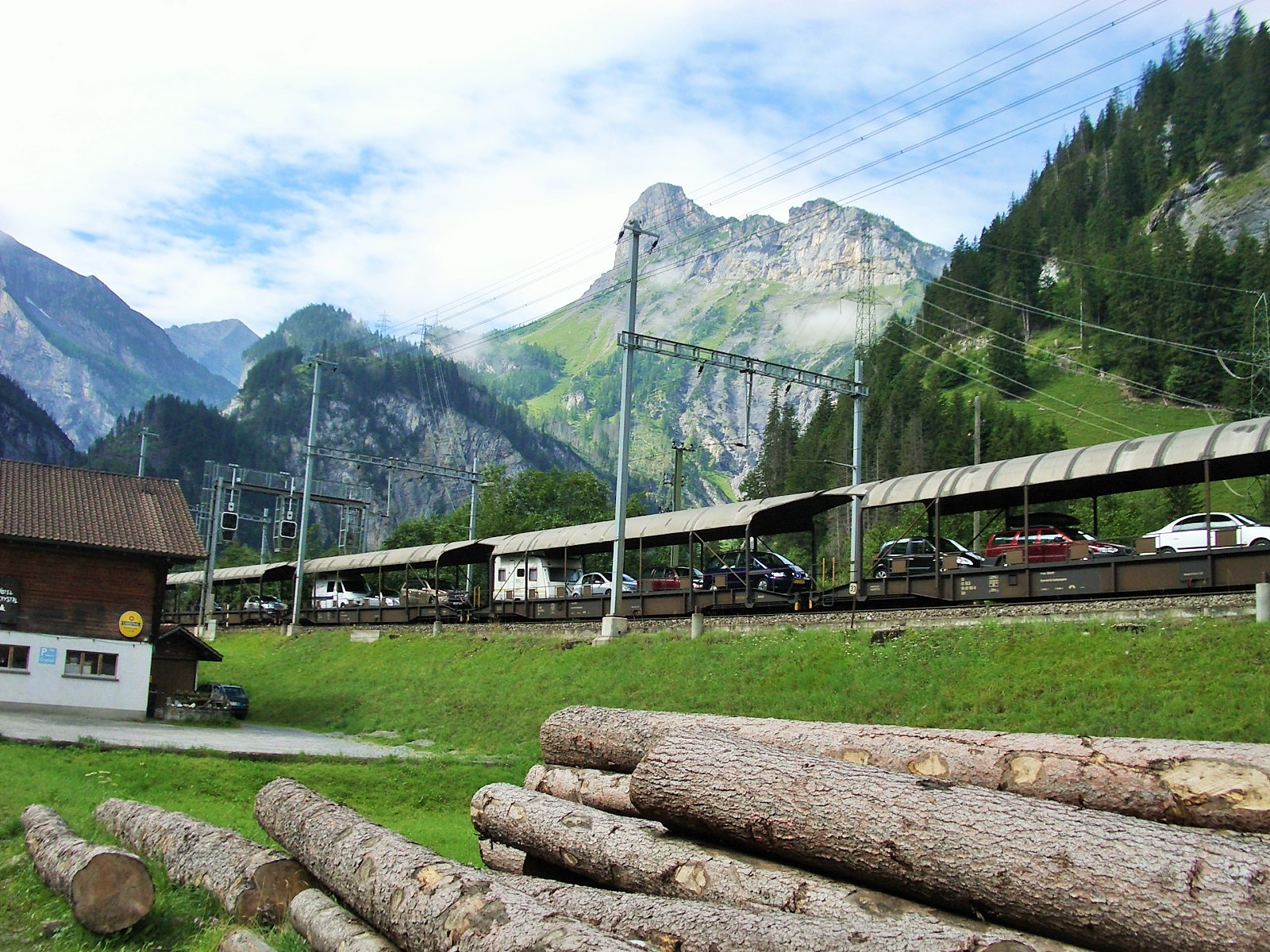
차량 운송 서비스 (칸더슈테크)

아마도 프랑스 재정으로 인해 58km의 프루티겐-브리크 라인의 "산악 루트" 건설이 프랑스 건설 컨소시엄에 할당되었으며, 해당 섹션의 주요 토목 엔지니어링 작업은 13.7km의 단일 트랙 뢰치베르크 터널이다. 건설은 1906년 10월 15일에 시작되었지만 몇 달 만에 스위스 연방 당국은 BLS에 터널을 복선으로 확장하고, 그에 맞게 진입로를 프로파일링하도록 명령했다. 전체에 복선로를 설치하기 위한 자금은 나오지 않았고, 뢰치베르크 터널 자체만 이런 방식으로 건설되었다. 1908년 7월 24일 고산수로 씻겨진 암석이 터널 갤러리로 무너져 이탈리아 광부 25명이 사망하는 사고로 인해 갤러리가 봉인되고, 현장을 우회할 계획이 세워지기까지 6개월 동안 건설 작업이 중단되었다. 계획은 산 내부에 3개의 곡선을 만들고, 터널의 길이를 14.612km까지 확장하는 것이었다. 1911년 3월 31일 마침내 돌파구가 생겼다. 진입로가 완공되면서 다른 토목 공사가 진행되고, 터널 33개, 터널 3개, 1913년 6월 19일에 15,000볼트, 교류, 16⅔ Hz에서 전력을 공급받는 전기 지원 기둥, 발전소, 변전소 등의 제공과 함께 눈사태 갤러리와 22개의 다리가 공식적으로 개통되었다.

### 인수 및 전시 변경
1913년 BLS는 툰호 철도(TSB)(툰/Scherzligen-Interlaken-Bönigen)를 성공적으로 인수했으며, 이 지역의 다른 3개 회사인 베른-뇌샤텔 철도 (BN), 귀르베탈 철도의 운영 회사가 되었다. –베른-슈바르첸부르크 철도 (GBS) 및 슈피츠-에를렌바흐-츠바이지멘 철도 (SEZ)가 시스템에 약 130km를 추가한다. BLS/TSB 합병은 뢰치베르크 철도도 툰 호수와 브리엔츠 호수에 있는 운송 회사의 소유주가 되었음을 의미한다.
1915년에 쥐라산맥을 지나 프랑스 국경까지의 거리를 단축하기 위해 회사는 8.5km의 그렌헨베르크 터널을 포함하는 무티에와 렝나우 사이의 그렌헨베르크선을 개통했다.
제1차 세계대전이 끝난 후인 1919년, 알자스-로렌은 베르사유 조약에 따라 프랑스에 반환 되었고, 바젤은 프랑스와 스위스의 국경선으로 복원되었다. 그 결과 프랑스로 들어가는 국경 교차점으로서의 델의 중요성이 줄어들었다. 대중교통은 바젤/생루이를 통해 점점 더 많이 라우팅되었다. 뢰치베르크 라인을 통해 라우팅될 수 있는 독일과 이탈리아 간의 화물 운송은 회사가 델레를 통한 운송 손실을 상쇄할 수 있음을 의미했다.

### 더블 트랙 및 피기백
1960년대에 단일 노선 철도의 운영에 대한 문제가 심각하게 느껴졌지만 1976년이 되어서야 연방 의회가 이 노선을 복선으로 업그레이드하기 위해 CHF 620,000,000의 대출을 승인했다. 단계, 다음 해부터 시작된다. 완전히 복선인 이 노선은 1992년 5월 8일에 공식적으로 개통되었다.
1993년 말, 스위스 연방은 BLS에 폭 2.5m, 코너 높이 4m인 도로 차량을 위해 라인을 따라 ‘피기백’ 회랑을 제공하도록 위임했다. 건설 작업은 1994년 1월에 시작되었으며, 심플론 남쪽의 지질학적 문제로 인해 2001년 6월 11일까지 개통이 연기되었다. 개통 이래로 독일에서 이탈리아까지 트럭을 철도로 운송하는 ‘롤링 하이웨이’가 개통되었다. 뢰치베르크는 교통 교통을 도로에서 철도로 옮기는 데 상당한 기여를 했다.
1994년에 BLS는 920만 명의 승객을 수송했다.

### 정치와 철도
유럽 철도의 경제적, 정치적, 법적 운영 환경은 20세기 말까지 철도 사업자의 구조 조정이 불가피할 정도로 변화했다. 자유화와 경쟁도 철도에 영향을 미치기 시작했다. (EU 법률을 사용하여 영국의 철도 네트워크는 아마도 분열과 분열로 인해 발생한 최선과 최악의 상황을 보여줄 수 있다.) EU 지침에 구속되지는 않지만, 스위스는 EU 국가로 둘러싸여 있으며, 브뤼셀에서 세부 사항이 도착함에 따라 다른 곳에서 일어나는 일에 대한 통지를 받았다. BLS 뢰치베르크반은 조기에 대응하여 전략적으로 재정비했다. 1997년 1월 1일, 공동으로 운영되는 BN, GBS 및 SEZ 철도가 BLS와 합병하여 BLS 뢰치베르크반 AG가 되었다. 조직도 바뀌었고, 회사는 현재 인프라, 여객 운송 및 화물이라는 세 가지 수익 중심의 핵심 사업에 기반을 두고 있다.

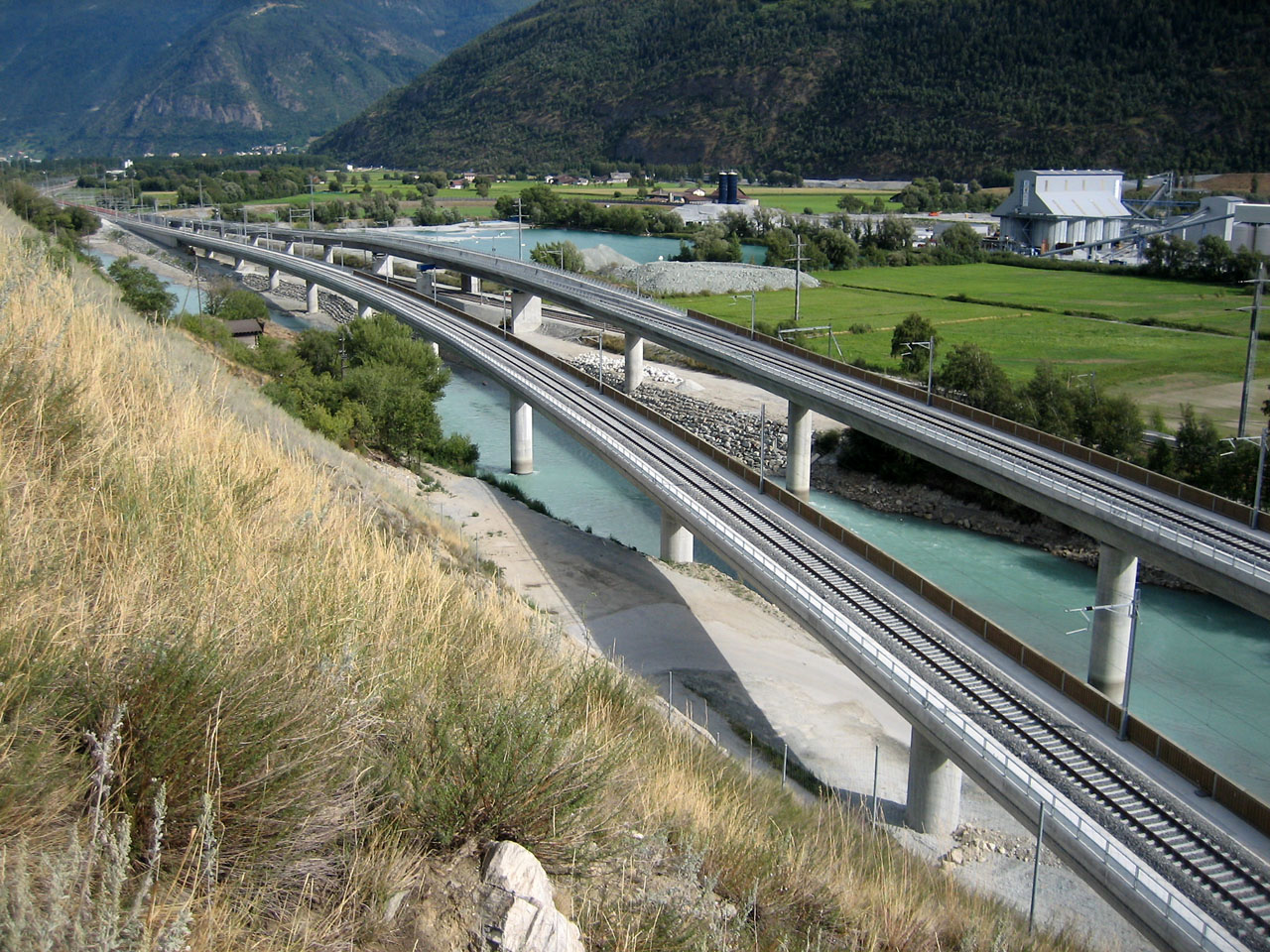
뢰치베르크 베이스 터널의 남쪽

2001년 5월 15일, BLS와 SBB는 미래를 보장하기 위해 새로운 작업 공유 협정에 합의했다. 이는 2004년 12월 12일 BLS가 SBB의 S-반 노선 운영을 인수하고, 국내에서 두 번째로 큰 베른의 S-반 네트워크에 대한 시스템 책임을 인수한 2004년 12월 시간표 변경의 일부로 크게 구현되었다. 이는 장거리 철도 운영을 BLS에서 SBB로 이전하는 것과 함께 이루어졌다. 화물 부문 내에서 SBB는 스위스의 만재 운송에 대한 전반적인 통제를 맡았다. 2001년 협정 체결 이후 대중교통 및 블록 열차 교통은 경쟁의 대상이 되었다. SBB는 스위스 전역의 철도 네트워크 관리를 담당하게 되었다.
1992년 9월 27일, 스위스 국민은 NRLA 프로젝트에 압도적인 찬성으로 투표했다. "예" 투표에서 스위스 국민은 알프스를 가로지르는 두 개의 횡단 경로 건설에 대해 승인했다. 하나는 고트하르트에서, 다른 하나는 뢰치베르크에서. 원래의 NRLA 뢰치베르크 프로젝트는 41km 거리에 있는 프루티겐과 론 계곡 사이에 두 개의 단일 굴착 터널을 제공했다. 재정상의 이유로 터널 길이는 34.6km로 단축되었으며, 구멍 중 하나의 대부분은 쉘로만 건설되었다. 새로운 기준선은 2007년 6월 15일에 개통되었으며, 2007년 12월 9일에 새로운 시간표와 함께 전체 표준 교통이 시작되었다. 전체 운영에서 기차는 뢰치베르크 베이스 터널을 통과할 수 있다. 160–200km/h의 속도에서. NRLA가 완성되고, 새로운 뢰치베르크 베이스 터널이 개통된 이후 BLS는 뢰치베르크–심플론 전체 노선을 따라 운행되는 기차 서비스를 책임지고 있다.

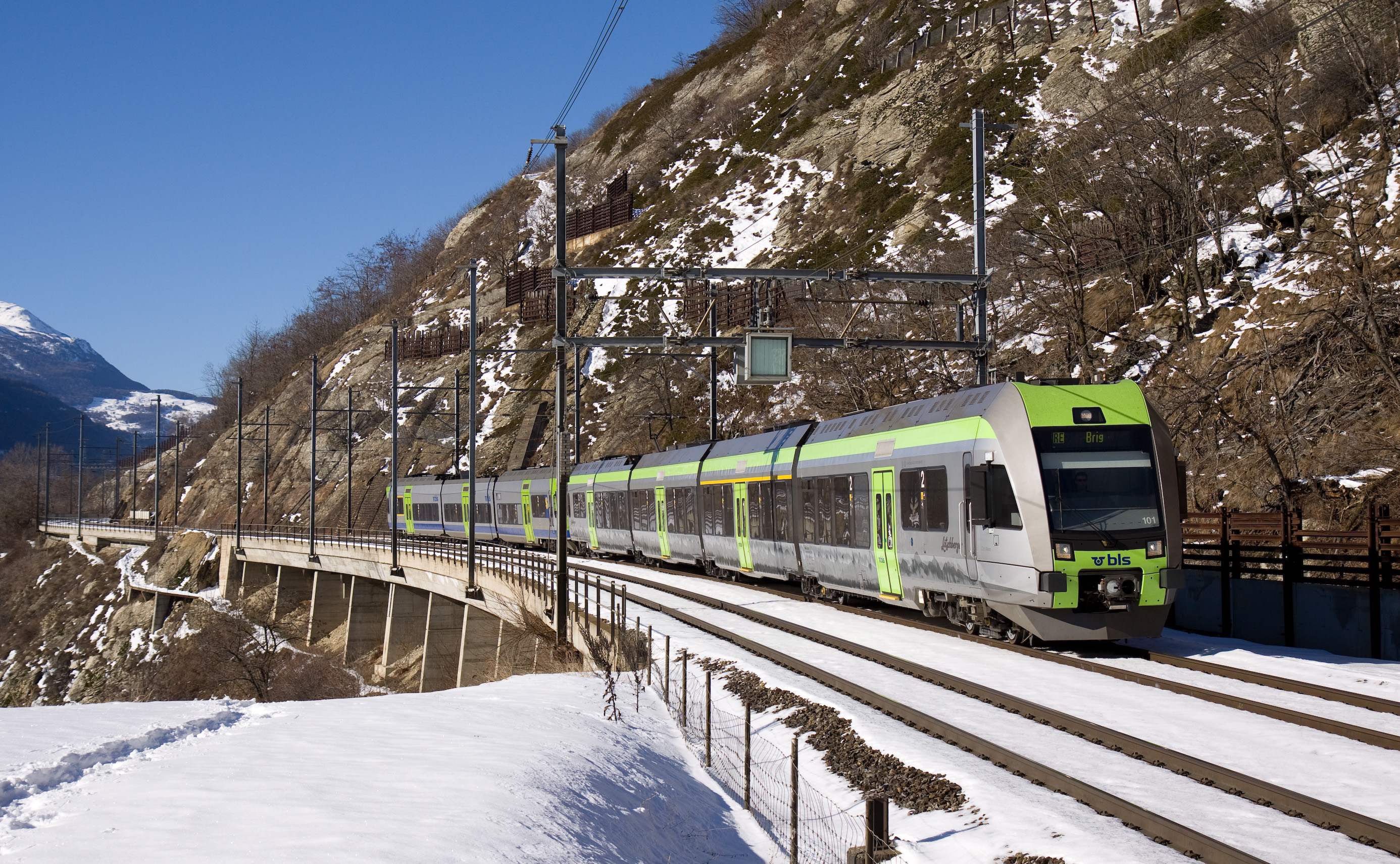
랄덴과 브리크 사이의 남쪽 뢰치베르크 램프의 BLS RABe 535

### BLS AG 설립

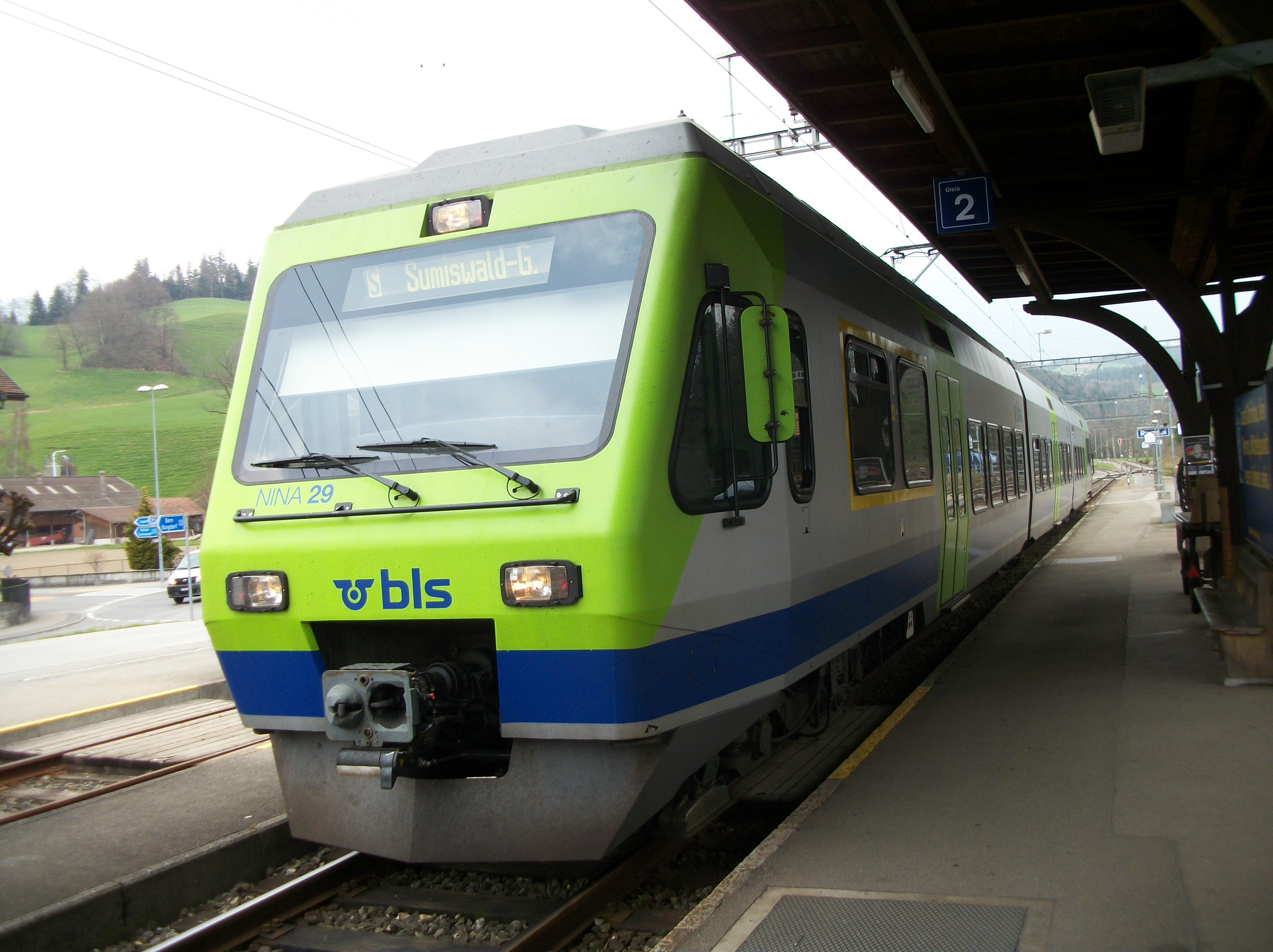
저상 승강장의 BLS 열차

2006년 6월, 각각의 연례 총회 후 주주들의 승인을 받아 미텔란트 지방교통 AG와 BLS 뢰치베르크반 AG가 합병되어 BLS AG가 되었다. 새로운 사업은 베른주(55.8%), 스위스 연방(21.7%), 추가 주 및 개인(22.5%)에 속한다. BLS AG는 실제로 2006년 4월 24일에 설립되었으며, 베른, 루체른, 졸로투른, 발레 및 뇌샤텔주에서 BLS 및 RM 주식을 BLS AG로 교환했다.
두 회사의 융합으로 BLS AG는 스위스 연방 철도에 이어 스위스 표준궤 철도에서 두 번째로 큰 교통 회사가 되었다. BLS AG는 뇌샤텔 호수와 루체른 호수, 쥐라산맥과 심플론 대산괴 사이에 있는 지역에서 지역 교통을 운영한다. 또한 루체른 S-반의 일부 노선과 함께 베른 S-반의 대부분의 노선을 운영하고 있다.

## 노선

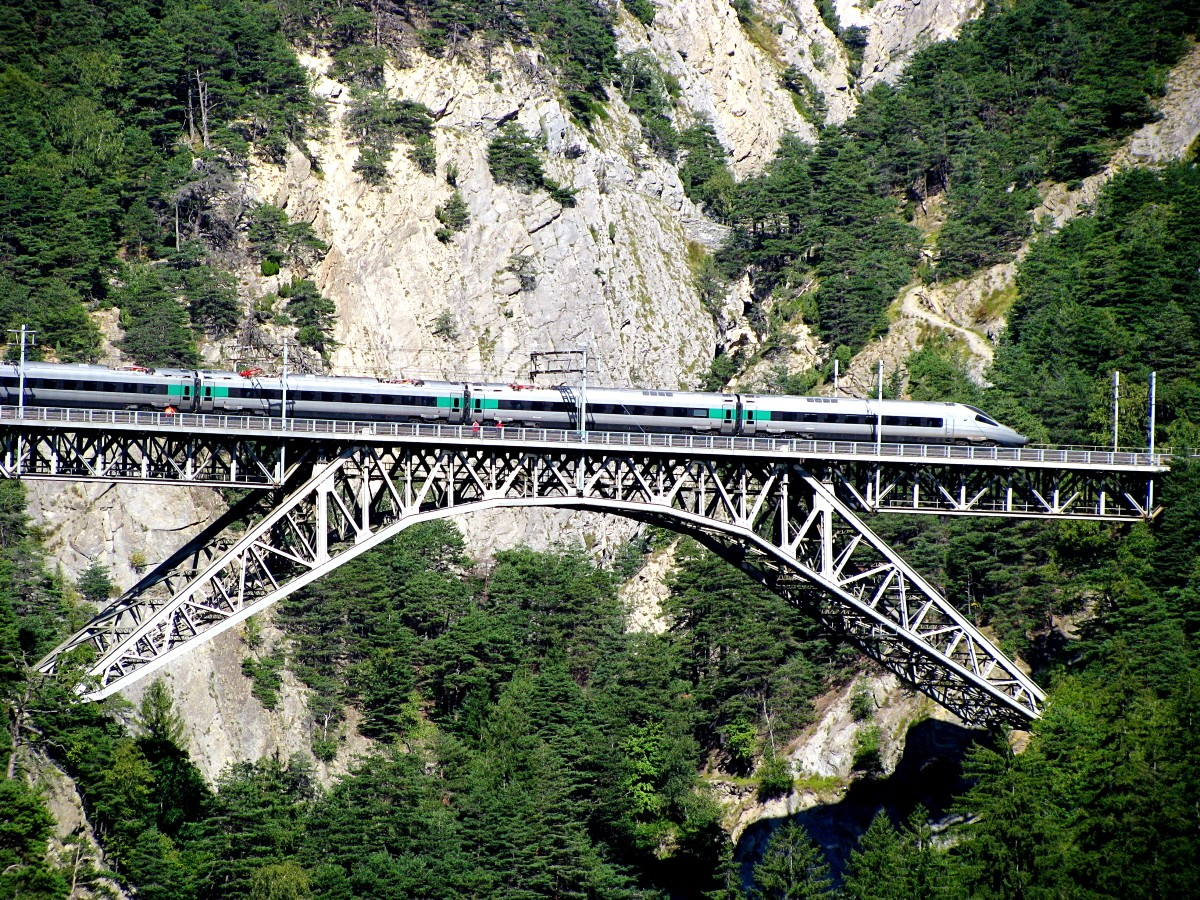
뢰치베르크선의 ETR 610 차량

베른-뢰치베르크-심플론 철도의 직접 소유 본선은 툰에서 출발하여 슈피츠 및 뢰치베르크 터널을 통해 브리크까지 연결되어 스위스 연방 철도 소유의 심플론 터널과 연결되어 이탈리아 로 연결되었다. 툰과 슈피츠 사이의 경로는 툰 호수 라인의 일부를 형성했으며, 이 라인은 인터라켄의 종점이기도 하며, 슈피츠에서 브리그까지 뢰취베르크선이 사용되었다.
이 고전적인 본선은 프랑스와 독일 국경에서 심플론 터널을 거쳐 이탈리아와 밀라노 국경까지 이어지는 더 긴 경로의 일부를 형성했다. 이 노선의 한 변형으로, 베른-뢰취베르크-심플론 철도는 8.5km의 그렌첸베르그 터널을 포함하는 무티에와 렝나우 사이의 그렌첸베르크 선을 소유 및 건설 했으며, 델레에서 프랑스 국경 사이의 거리를 단축했다. 그리고 베른. 그러나 이 긴 경로의 대부분은 항상 다른 철도 회사에서 운영했다.
위에서 언급한 노선 외에도 베른-뢰치베르크-심플론 철도는 베른-뇌샤텔 철도 (BN), 귀르베탈-베른-슈바르첸부르크 철도 (GBS) 및 슈피츠를 포함하여 베른주에서 여러 다른 독립 소유 운영 회사를 운영했다. – 에를렌바흐-츠바이지멘 철도 (SEZ). 1997년에 이 노선의 소유권은 베른-뢰치베르크-심플론 철도로 인수되었다.
2004년과 2006년 사이에 BLS AG에 합병되었을 때 이 회사는 베른 S-반 네트워크의 일부로 광범위한 통근 서비스도 운영했다. BLS 네트워크는 245km 이상의 표준 게이지 트랙을 운행했지만 BLS는 실제로 115km만 소유했다. 전체 네트워크는 15kV 16⅔Hz에서 전철화되었다.

## 사업 활동
BLS는 다음과 같은 활동에 참여했다.
- BLS에서 사용하는 인프라의 유지 관리,
- 여객 철도 운송
- 1994년 SBB와의 계약 이후 BLS는 베른에서 많은 교외 서비스를 운영하고 있으며, SBB 라인을 사용하여 뇌샤텔, 루체른 및 브리크 로 향하는 지역 서비스를 운영하고 있다.
- BLS는 스위스 연방 철도 및 트레니탈리아와 함께 시살피노 컨소시엄의 일부였다. 나중에 BLS는 시살피노를 떠났고, 2009년 12월 시살피노는 운영을 중단했다.
- BLS 카고 자회사를 통한 철도 화물 운송 (2002년 8억 7천만 톤-킬로미터의 화물 운송)
- 뢰치베르크 터널을 통한 동반 차량의 철도 운송
- RAlpin SA (BLS 자회사), SBB 및 Hupac (스위스 도로 철도 운송 회사)을 통한 스위스와 이탈리아 간의 트럭 철도 운송

툰 호수와 브리엔츠 호수에서 운행하는 호수 교통 페리.

## 같이 보기
- 스위스의 철도

## 참고자료
- Florian Inäbnit, Jürg Aeschlimann: Bern–Neuenburg-Bahn. Die Linie Bern–Neuenburg der BLS. Prellbock Druck & Verlag, Leissigen 2001. ISBN 3-907579-18-6
- Ulf Degener: Neue Wege im Alpentransit. Umorientierung bei der BLS Lötschbergbahn. In: Lok Magazin. GeraNova, München 41/2002,255, S. 25–26.  ISSN 0458-1822
- W. Brügger: Das Frutigbuch. Heimatkunde für die Landschaft Frutigen. Kapitel "Die Bahnen". Paul Haupt, Bern 1977, pp. 419–437.